# Мечеть Баб-Бердаїн
Мечеть Баб-Бердаїн (араб. مسجد باب البرادعين) — мечеть, розташована в старій медині Мекнеса, яка увійшла до Списку об'єктів Всесвітньої спадщини ЮНЕСКО в Марокко.

## Історія
Після того як у 1672 2-й правитель Марокко Мулай Ісмаїл обирає Мекнес столицею своєї імперії, у місті розгорнулося, аж до його смерті у 1727, повномасштабне будівництво.
На початку 18-го століття за наказом прем'єр-міністра Хната бент Баккар, дружини Ісмаїла, побудована мечеть Баб-Бердаїн.

## Трагедія 19 лютого 2010
19 лютого 2010 в першій половині дня, під час хутби (п'ятничної проповіді), коли в мечеті було особливо багатолюдно (близько 300 осіб), обрушилася третина всієї споруди, у тому числі мінарет. Число жертв інциденту: загинула 41 особа, 76 отримали поранення та каліцтва. Причинами обвалу стали зливи, які не припинялися в останні дні в цьому районі.